# BWO-40
BWO- 40 – polski prototypowy pływający bojowy wóz piechoty, na podwoziu SPG-2A z wieżą szwedzkiego wozu piechoty CV90. Przeznaczony do wspierania pododdziałów piechoty zmotoryzowanej i czołgów. Skonstruowany w Hucie Stalowa Wola.

## Historia
W 1985 w Hucie Stalowa Wola rozpoczęto prace nad wydłużonym, do siedmiu kół na stronę podwoziem (Opal 2A) SPG-2A. Miało ono stać się podwoziem dla wozu dowodzenia artylerii Opal – 540. Kadłub posłużył w 1993 do skonstruowania prototypu bojowego wozu piechoty wyposażonego w szwedzką wieżę z armatą Bofors 40 mm. Po nieudanej próbie modernizacji BWP-1 do wersji BWP-40, przy współpracy Ośrodka Badawczo – Rozwojowego Maszyn Ziemnych i Transportowych HSW i szwedzkiej firmy Bofors Weapons Systems opracowano kolejny prototyp. Jednak z powodu braku zainteresowania i zaniechania finansowania projektu przez MON, z dalszych planów rozwoju pojazdu zrezygnowano.

## Konstrukcja
Kadłub spawany z płyt pancernych, wodoszczelny. Pancerz zapewniał ochronę tylko przed pociskami broni strzeleckiej i odłamkami pocisków artyleryjskich małego kalibru. W skrajnej przedniej części pojazdu znajdował się przedział transmisji napędu, skrzynia biegów i przekładnie boczne z hamulcami, a za nim przedział kierowania. Silnik umieszczono za przedziałem kierowania, w centralnej części pojazdu, przesunięty ku lewej burcie. Układ jezdny stanowiło siedem pojedynczych kół jezdnych na wahaczach resorowanych wałkami skrętnymi, po każdej stronie pojazdu. Koła napędowe i napinające miały amortyzatory hydrauliczne. Napęd z silnika był przekazywany na znajdujące się w przedniej części pojazdu koła napędowe. Z tyłu pojazdu znajdowały się koła napinające. Napęd wodny za pomocą śrub w osłonach hydrodynamicznych na końcu kadłuba. Gąsienice szerokości 350 mm. Po zamontowaniu wieży, zmniejszyła się wielkość przedziału desantowego. Brak danych o ilości członków załogi i żołnierzy desantu. Prawdopodobnie zbliżona do załogi CV90: 3 osoby, kierowca, (dowódca i działonowy w wieży) i ok. 6 żołnierzy desantu. 

## Uzbrojenie
Wieża sterowana elektrycznie z celownikiem termowizyjnym zintegrowanym z dalmierzem laserowym, z przeciwlotniczą armatą automatyczną Bofors L/70B, kalibru 40 mm, o lufie długości 70 kalibrów. Pojazd mógł przewozić 235 sztuk nabojów kalibru 40 mm, z czego: 24 w magazynku umieszczonym pod zamkiem, 48 nabojów w karuzeli pod podłogą wieży i 162 w schowkach pojazdu. Działo mogło strzelać pociskami:
- APDS – przeciwpancerny, z odrzucanym sabotem, stabilizowany brzechwowo,

- pocisk smugowy odłamkowo – burzący,

- wielozadaniowy pocisk smugowy i przeciwpancerny,

Pociski odłamkowo-burzące i wielozadaniowe mogły niszczyć cele naziemne i powietrzne w odległości do 4 km. Kąt ostrzału w płaszczyźnie pionowej wynosił od -8 do +35°. Prędkość obrotu wieży wynosiła 57°/s, armaty w pionie 28,5°/s. Z armaty można było prowadzić ogień pojedynczy lub seryjny. Prototyp nie był wyposażony dodatkowo w żaden inny typ uzbrojenia.